# برناديت ستراكان
برناديت ستراكان (بالإنجليزية: Bernadette Strachan)‏ (27 ديسمبر 1962، لندن في المملكة المتحدة)؛ كاتِبة وروائية بريطانية.